# Голєк
Голєк (словен. Goljek) — поселення в общині Требнє, регіон Південно-Східна Словенія, Словенія.